# Claudio Bustíos
Claudio Bustíos Abarzúa (8 de mayo de 1969) es un periodista deportivo chileno. Su trayectoria laboral se ha desarrollado principalmente en los medios de televisión, ya que ha participado en las áreas deportivas de Chilevisión, Canal 13, TVN, CDF y TNT Sports Chile.

## Carrera periodística
Uno de sus primeros pasos en el periodismo deportivo ocurrió en 1995, año en que ingresó a trabajar en TVN. En este canal participó en el área deportiva, en el programa Zoom deportivo, su labor fue entrevistar a diferentes deportistas. Su vínculo laboral finalizó en 1998. 

### Su trabajo en Canal 13
En 2006 volvió a la televisión abierta, en dicho período ingresó al Área Deportiva de Canal 13. Su rol principal era ser notero de los encuentros deportivos que transmitió el canal chileno. Posteriormente, en 2007 participó en la cobertura del Sudamericano de Fútbol Sub-20 de 2007 que se realizó en Paraguay. En ese evento la selección chilena logró la clasificación al Mundial Sub-20 de Canadá. En el campeonato sudamericano surgió la denominada generación dorada del fútbol chileno, con jugadores como Arturo Vidal,  Gary Medel, Mauricio Isla, Alexis Sánchez y otros futbolistas. En este torneo Claudio Bustíos participó en una recordada entrevista con Arturo Vidal post partido entre las selecciones de Chile y Brasil, luego de que empataron 2-2.
En 2014 participó en la cobertura de la Copa Mundial de Brasil 2014. En dicho evento siguió los pasos de la selección chilena en tierras brasileñas, específicamente en las ciudades de Cuiabá, Río de Janeiro, São Paulo, y Belo Horizonte, que fueron las localidades en las que el equipo chileno disputó los cuatro partidos en ese evento deportivo. Además, en relación con el Mundial de Brasil, participó en el programa Échale la culpa a Río, que fue conducido por Claudio Palma y Aldo Schiappacasse. Claudio Bustíos tuvo una sección en el programa junto a su compañera de trabajo, Chriss McMillan. En el espacio se mostró el viaje que ambos realizaron en una casa rodante hasta tierras brasileñas, pasando por algunas localidades. Casilda, la ciudad de nacimiento de Jorge Sampaoli fue una de los lugares que visitaron.
En junio de 2015 trabajó en la cobertura de Canal 13 de la Copa América 2015. En dicha instancia el periodista protagonizó una particular entrevista con el jugador Jorge Valdivia. Al finalizar el partido por la fase de grupos entre las selecciones de Chile y Bolivia, el jugador se acercó hasta el punto de prensa al borde de la cancha, con el objetivo de entregar sus impresiones del encuentro deportivo a la transmisión oficial. Por parte de Canal 13 estaba Claudio Bustíos. Momentos antes de finalizar la ronda de preguntas, Jorge Valdivia increpó al periodista, acusándolo a él y a la prensa deportiva chilena, de irresponsables por vincularlo en algunas polémicas fuera del contexto deportivo que no tuvieron relación con él, por ejemplo, con el accidente automovilístico de su compañero de equipo, Arturo Vidal.
En 2016 llegó hasta Estados Unidos para seguir el paso de la selección chilena en la Copa Centenario 2016. Dicho torneo tuvo el objetivo de celebrar los 100 años desde el inicio de la Copa América, por eso su nombre. Claudio Bustíos tuvo la posibilidad de cubrir el evento por su trabajo en Canal 13.
En 2017 participó en la cobertura que realizó Canal 13 de la Copa Confederaciones 2017. Su trabajo se desarrolló al borde de la cancha, como notero, al igual que otras citas deportivas. El torneo se disputó en Rusia, específicamente en las ciudades de Moscú, San Petersburgo, Kazán y Sochi. 
En octubre de 2017 Claudio Bustíos fue desvinculado de Canal 13, con esto finalizó su vínculo laboral tras 11 años en la señal televisiva. El principal motivo de su despido fue por un ajuste económico que se realizó en el área deportiva del canal. El término del contrato de trabajo se efectuó luego de la eliminación de la selección chilena del Mundial de Rusia de 2018.

### Llegada al CDF
Dos semanas después de su despido llegó hasta el Canal Del Fútbol (CDF). Ahí participó en CDF Noticias, entregando reportes como notero sobre la situación deportiva de algunos equipos chilenos, además trabaja en la conducción del programa. También participó en Todos juegan, este fue un proyecto televisivo que se transmitió de lunes a viernes donde se entrevistaron a jugadores y se realizaron algunas dinámicas de entretención. Claudio Bustíos fue panelista de este programa, que era conducido por Ignacio Valenzuela.
A fines de 2017 el CDF fue adquirido por Turner Broadcasting System, que es propiedad de la empresa Time Warner (hoy WarnerMedia), debido a esto se logró una alianza con Chilevisión y CNN Chile para compartir rostros televisivos, ya que en esos años los canales eran propiedad del mismo conglomerado. Respecto a la sección de deportes, se buscó que el CDF generara el contenido deportivo a todos los canales de la empresa, es por esto, que Claudio Bustíos comenzó a trabajar en las transmisiones de Chilevisión, CNN y en el CDF al mismo tiempo, por lo que logró tener trabajo en televisión abierta y la de paga. En el canal de televisión abierta comenzó a entregar los informes deportivos de los noticiarios, rotando entre las diferentes emisiones del programa. Además, participó de la cobertura de eventos deportivos que comenzó a transmitir Chilevisión. Algo similar realizó en CNN, ya que empezó a participar en los boletines de noticias deportivas del canal.
Gracias a la alianza entre canales, en 2019 participó en la cobertura de los Juegos Panamericanos de Lima, reporteando para Chilevisión. Su trabajo estuvo orientado a seguir a los 317 deportistas chilenos que participaron en la competencia, distribuidos en 34 deportes diferentes. Claudio Bustíos encabezó un equipo de trabajo en Lima, mientras que otro fue comandado por Hassan Apud, además de los compañeros que estuvieron trabajando desde Chile.
En octubre de 2020 enfrentó un nuevo desafío en el CDF, ya que fue designado como comentarista del Tour por Chile eSports, que se transmitió por la señal básica del canal y sus plataformas digitales entre el 21 de octubre y el 11 de noviembre. Los ciclistas que participaron en el torneo estuvieron conectados virtualmente mediante Zwift. La competencia se desarrolló en cuatro etapas y tuvo la participación de 13 equipos.
Actualmente sigue trabajando en TNT Sports, específicamente en el canal chileno que tiene la compañía WarnerMedia. Al igual que en otros canales, trabaja como reportero de cancha en los partidos de la Primera División del fútbol chileno. Además, cumple la misma labor en la cobertura de eventos deportivos que transmite el canal de paga.
También participó en programas deportivos, como Pelota Parada, que se transmite de lunes a viernes y comienza a las 14:00 (horario chileno), su conductor es Ignacio Valenzuela. Claudio Bustíos participó como panelista junto a Nahla Hassan, Marcelo Díaz, Verónica Bianchi y Gastón Fauré. En este espacio televisivo, se informa principalmente sobre la situación del fútbol chileno, pero también se entrega información de otros deportes. También se realizan entrevistas a los atletas que destacan durante cada semana.

## Carrera deportiva
Además de comentar deportes, también lo practica, ya que ha participado en competencias relacionadas al trote. También decidió competir en el triatlón, disciplina que combina el nado, el ciclismo y el trote. Participó en el Ironman de Pucón, representando a la rama de triatlón del Club Deportivo Universidad Católica. Pero antes de eso, fue parte de la serie Promocional del evento. La competencia, que se desarrolla en la misma ciudad de la Región de La Araucanía unos días antes del evento principal, además, tiene una dificultad menor. También ha participado de la carrera XTERRA, competición que cuenta con una etapa de natación, otra de bicicleta de montaña y la última etapa que se debe trotar.
Durante la pandemia de COVID-19 continuó su entrenamiento relacionado al triatlón, esto lo ha realizado junto a Polo Ramírez, compañero de profesión, pero también de los deportes. Esta relación de amistad se inició luego del Ironman de Pucón del 2018, ya que ambos coincidieron en la competición.